# Karolina Adamczyk
Karolina Adamczyk (ur. 15 maja 1975 w Bydgoszczy) – polska aktorka teatralna, filmowa i telewizyjna, śpiewaczka.

## Życiorys
W teatrze zadebiutowała 14 lutego 1993 roku. Jest absolwentką Policealnego Studium Wokalno-Aktorskiego im. Danuty Baduszkowej przy Teatrze Muzycznym w Gdyni (1999). W latach 1999–2003 była aktorką gdyńskiego Teatru Miejskiego im. W. Gombrowicza. Od 2005 występuje w Teatrze Wybrzeże w Gdańsku. Gościnnie występowała w Teatrze Dramatycznym im. J. Szaniawskiego w Wałbrzychu. W latach 2008–2015 była aktorką Teatru Polskiego w Bydgoszczy. Obecnie (od 2015) jest częścią zespołu Teatru Powszechnego w Warszawie.

## Filmografia
- 1999, 2000, 2002: Lokatorzy
- 2002–2007: Samo życie jako pielęgniarka Karolina
- 2004–2007: Pierwsza miłość jako Alicja Ochódzka
- 2004–2006: Klan
- 2005: M jak miłość jako sprzedawczyni w supermarkecie
- 2005–2006: Plebania jako pielęgniarka
- 2005: Wszyscy jesteśmy Chrystusami
- 2006: Egzamin z życia jako pielęgniarka
- 2006: Fałszerze – powrót Sfory
- 2008: Rubinowe gody jako Anka
- 2008: Wydział zabójstw
- 2012: Prawo Agaty jako pielęgniarka (odc. 23)

## Spektakle
Opera Nova, Bydgoszcz
- 1993: Mały kominiarczyk jako Juliet Brook (reż. Robert Skolmowski)

Teatr Wybrzeże, Gdańsk
- 2003: Wojna polsko-ruska (reż. Agnieszka Lipiec-Wróblewska)
- 2005: Wałęsa (reż. Michał Zadara)
- 2006: Tytus Andronikus jako Lawinia (reż. Monika Pęcikiewicz)

Teatr Muzyczny im. Baduszkowej, Gdynia
- 1998: Przed premierą (reż. Adam Hanuszkiewicz)
- 1998: Musicale... (reż. Maciej Korwin)
- 1998: Kubuś Fatalista (reż. Jarosław Ostaszkiewicz)
- 1999: Śpiewać, śpiewać, śpiewać... (program składany, reż. Grzegorz Chrapkiewicz)
- 1999: Jesus Christ Superstar (reż. M. Korwin)

Teatr Miejski, Gdynia
- 1999: Śluby panieńskie jako Klara (reż. Dorota Kolak)
- 1999: Antygona jako Ismena / Jedna z Chóru (reż. Mirosław Kocur)
- 1999: Tango jako Ala – gościnnie (reż. Piotr Kruszczyński)
- 2000: Jaki śmieszny jesteś pod oknem (reż. Marek Pacuła)
- 2000: Anioł zstąpił do Babilonu jako Kurrubi (reż. Julia Wernio)
- 2000: Zabić was to mało jako Anka (reż. Andrzej Pieczyński)
- 2001: Czego nie widać jako Poppy Norton Taylor (reż. Małgorzata Talarczyk)
- 2001: O, Beri-beri jako Zosia (reż. Wiesław Komasa)
- 2001: Kariera Artura Ui jako Dockdaisy (reż. Wojciech Adamczyk)
- 2001: Romeo i Julia jako Julia (reż. J. Wernio)

Teatr Muzyczny-Operetka Wrocławska Wrocław
- 2002: Opera za trzy grosze jako Polly Peachum (reż. Wojciech Kościelniak)
- 2003: Mandarynki i pomarańcze (reż. W. Kościelniak)
- 2003: Bal w operze (przedstawienie muzyczne)

Teatr Dramatyczny im. Szaniawskiego, Wałbrzych
- 2003: Rewizor jako córka Horodniczego – gościnnie (reż. Jan Klata)
- 2004: Janulka, Córka Fizdejki jako Janulka Fizdejkówna (reż. J. Klata)

Przedstawienia impresaryjne
- 2004: Remix: Mendoza i Kill Bill jako Kasia (reż. Jan Dowjat)

Teatr Polski im. Hieronima Konieczki, Bydgoszcz
- 2008: Sprawa Dantona (reż. Paweł Łysak)
- 2008: Witaj/Żegnaj (reż. Jan Klata)
- 2009: Trzy siostry (reż. P. Łysak)
- 2009: V [F] ICD-10. Transformacje (reż. P. Łysak)
- 2009: Babel (reż. Maja Kleczewska)
- 2010: Joanna d’Arc. Proces w Rouen (reż. R. Brzyk)

Teatr Powszechny im. Zygmunta Hübnera, Warszawa
- 2015: Iwona, księżniczka z Burbona (reż. Lena Frankiewicz)
- 2015: Lalka. Najlepsze przed nami  (reż. Wojciech Faruga)
- 2015: Sczczury (reż. Maja Kleczewska)
- 2015: Lilla Weneda (reż. Michał Zadara)
- 2015: Krzyczcie, Chiny! (reż. Paweł Łysak)
- 2016: Księgi Jakubowe (reż. Ewelina Marciniak)
- 2016: Strachu NIE MA (reż. Łukasz Chotkowski)
- 2016: Wściekłość (reż. M. Kleczewska)
- 2017: Chłopi (reż. Krzysztof Garbaczewski)
- 2017: Klątwa (reż. Oliver Frljić)
- 2017: Mefisto (reż. Agnieszka Błońska)
- 2017: Mewa (W. Faruga)

### W telewizji
- 2003: Bal w operze (przedstawienie muzyczne; reż. W. Kościelniak)
- 2005: Rewizor jako córka (reż. J. Klata, Teatr Telewizji)

## Nagrody
- 2000: Statuetka Gryfa – Pomorska Nagroda Artystyczna za debiut (przyznana przez władze wojewódzkie)
- 2001: Nagroda Jury (nagroda indywidualna) na I Festiwalu Dramaturgii Współczesnej w Zabrzu (za rolę Anki w spektaklu Zabić was to mało w reżyserii A. Pieczyńskiego w Teatrze Miejskim w Gdyni)
- 2001: Nagroda Prezesa ZASP dla młodej aktorki na VII OKNWPSW w Warszawie (za rolę jw.)